# Liane Cartman
Liane Cartman is een personage uit de animatieserie South Park. Ze is de alleenstaande ouder van Eric Cartman. De stem van Liane Cartman werd eerst ingesproken door Mary Kay Bergman en later door Eliza Schneider en April Stewart. Ze is interseksueel en, hoewel ze eruitziet als vrouw, de eigenlijke vader van Eric Cartman.
Echter blijkt in aflevering 200 van seizoen 14 dat Cartmans vader echt heeft bestaan. Het is dus niet zijn moeder, zoals gedacht.

## Biografie
Liane Cartman heeft geen opmerkelijk uiterlijk. Ze heeft bruin haar en draagt een lichtblauwe trui met rode broek.
Hoewel ze altijd haar zoon Eric verwent en lief en vriendelijk is tegen iedereen, is ze eigenlijk een verslaafde prostituee die haar geld verdient door in perverse pornofilms te spelen.